# Тиамат (група)
Вижте пояснителната страница за други значения на Тиамат.
Тиамат (на шведски: Tiamat) е метъл група в Стокхолм, Швеция.

## История
Тиамат е създадена в Стокхолм, Швеция през 1987 г.
В началото бандата е свирила стандартен блек метъл под името Треблинка. След като са записали албума Sumerian Cry (Шумерски вик) през 1989, вокалиста/китарист Йохан Едлунд и басиста Йорген Тулберг се разделят с другите двама основатели на бандата и променят името на Тиамат.
Албумът Sumerian Cry съдържа презаписани песни на Треблинка и е издаден през юни 1990.
След дебюта, лидерството на Едлунд ще промени стила на бандата с влияния от групи като Black Sabbath, Mercyful Fate, Candlemass, Pink Floyd, King Crimson, и текстови теми, повлияни от шумерската митология.
Провъзгласеният за успех от критиката през 1994 Wildhoney (Див мед) е смес от сурови вокали, бавни китарни рифове и синтезатор, които звучат много по-различно от останалите екстремни метъл банди, активни по онова време. Създаден почти като 40-минутна музикална композиция, Wildhoney води групата до участия на големите метъл фестивали Dynamo и Wacken Open Air през 1995.
След издаването на A Deeper Kind of Slumber (По-дълбок вид дрямка, 1997), Едлунд се премества от Швеция в Германия и се обявява за единствения постоянен член на бандата. В последвалите албуми звукът на бандата ще се ориентира към готик рока, доста далеч от екстремната музика, която са правили преди, като последните години се забелязват влияния от Sisters of Mercy и Pink Floyd.

## Дискография
| - Sumerian Cry (1990) - The Astral Sleep (1991) - Clouds (1992) - Wildhoney (1994) - A Deeper Kind of Slumber (1997) - Skeleton Skeletron (1999) - Judas Christ (2002) - Prey (2003) - Amanethes (2008) - The Scarred People (2012) - The Sleeping Beauty (Live in Israel) (1994) - The Musical History of Tiamat (1995) - Commandments (2007) - The Ark of the Covenant – The Complete Century Media Years (2008) - Gaia (1994) - For Her Pleasure (1999) | - A Winter Shadow (1990) - Cold Seed (1997) - Brighter Than the Sun (1999) - Vote for Love (2002) - Cain (2003) - The Temple of the Crescent Moon (2008) - Born to Die (2013) |